# Szucsáva (folyó)
A Szucsáva (románul Suceava, ukránul Сучава [Szucsava]) folyó Bukovinában, Románia északkeleti részén, Suceava megyében és Ukrajna nyugati részén, a Csernyivci területen. A Szeret folyó jobb oldali mellékfolyója.

## Leírása
Románia északkeleti részén, a Keleti-Kárpátokban, a bukovinai Obcina Mestecăniș hegységből ered, az ukrán határ közelében. Előbb északkeletnek, majd keletnek tart. Az országhatár mentén többször Ukrajnába folyik át. Strajánál ér ki a hegyekből  és Costișánál  délkeletre fordul. Völgye termékeny. Szucsáva városától 21 km-re délkeletre, Liteni közelében folyik össze a Szerettel. Hossza 173 km. Vízgyűjtő területe 2625 km², ebből 2298 km² Romániában található.
Régen Szucsáva város alatt Bukovina és Moldva között volt határfolyó.

## Mellékfolyói
Bal oldali mellékfolyói: Aluniș, Izvor, Cobilioara, Garbanevski, Meleș, Rapocev, Rusca, Ulma, Sadău, Falcău, Caraula, Laura, Șicova, Bilca Mare, Târnauca, Climăuț, Ruda, Horaiț, Hatnuța, Pătrăuțeanca, Mitărăuțeanca, Salcea.
Jobb oldali mellékfolyói: Nisipitu, Brodina, Ascunsu, Boul, Putna, Vicov, Remezeu, Voitinel, Pozen, Sucevița, Solca, Soloneț, Ilișești, Șcheia, Râul Târgului, Udești, Racova.

## Települések a folyó mentén
A Szucsáva folyó mentén a forrástól a torkolatig a következő városok és falvak találhatók:
| - Izvoarele Sucevei - Sepit (Шепіт) - Ilta (Ільта) - Szeljatyin (Селятин) - Halicivka (Галицівка) - Ruszka (Руська) - Ulma - Sadău - Brodina - Falcău - Straja - Gura Putnei - Vicovu de Sus - Vicovu de Jos - Bilca - Gălănești - Frătăuții Noi - Frătăuții Vechi - Costișa - Andrásfalva (Măneuți) - Iaz - Hadikfalva (Dornești) - Satu Mare - Tiben | - Bădeuți - Milișăuți - Slobozia Sucevei - Gura Solcii - Sârghiești - Părhăuți - Dărmănești - Costâna - Mihoveni - Szucsáva (Suceava) - Lisaura - Tișăuți - Prelipca - Luncușoara - Rușii-Mănăstioara - Verești - Hancea - Cotu Dobei - Poieni-Suceava - Chilișeni - Fântânele - Știrbăț - Roșcani - Liteni |

## Fordítás
Ez a szócikk részben vagy egészben  a   Suceava (river) című angol Wikipédia-szócikk ezen változatának fordításán alapul.  Az eredeti cikk szerkesztőit annak laptörténete sorolja fel. Ez a jelzés csupán a megfogalmazás eredetét és a szerzői jogokat jelzi, nem szolgál a cikkben szereplő információk forrásmegjelöléseként.